# Aroldis Chapman
Albertín Aroldis Chapman de la Cruz (Holguín, 28 de febrero de 1988) es un lanzador cubano. En las Grandes Ligas juega para los Boston Red Sox. 
Anteriormente jugó para los Cincinnati Reds, New York Yankees y los Chicago Cubs.
Actualmente posee el récord del lanzamiento más rápido medido en Grandes Ligas (106.9 Mph).

## Carrera en Grandes Ligas
El 10 de enero de 2010, Chapman aceptó un contrato con los Cincinnati Reds por seis años y $25.25 millones, de acuerdo con fuentes de la MLB.
Chapman comenzó la temporada del 2010 con los Louisville Bats de la categoría Triple-A, debutando el 11 de abril en Toledo contra los Mud Hens, donde lanzó 4.2 innings permitiendo 1 carrera sucia y ponchando a 9 bateadores.
El debut de Chapman en Grandes Ligas se produjo el 31 de agosto de 2010, en el octavo inning de un partido contra los Brewers. Su primer lanzamiento fue medido a 98 millas por horas, en ese mismo inning, se le registraron envíos de hasta 103 mph. Le bastaron nueve envíos, para dominar el inning. Chapman, logró su primera victoria en Grandes Ligas el 1 de septiembre, luego de lanzar un inning como relevista ante los Brewers.
De acuerdo con scouts de la MLB, la recta de Chapman fue medida a 105 mph durante su temporada del 2010 en las ligas menores, en su segunda aparición con los Cincinnati Reds lanzó una recta que se medió a 103.9 mph. En sus primeros 19 lanzamientos en las Mayores, 10 de ellos alcanzaron tres cifras, promediando 101.3 mph. Chapman además posee una gran slider y un cambio de bola aceptable. Los entrenadores mantienen cierta preocupación sobre su control y la ausencia de un tercer lanzamiento sólido, pero nada de esto evita que sea cerrador en las Mayores.

### New York Yankees
El 28 de diciembre de 2015, Chapman fue cambiado a los Yankees de Nueva York. Cincinnati recibió cuatro jugadores de ligas menores, incluyendo lanzadores derechos Caleb Cotham y Novato Davis, y los jugadores de cuadro Eric Jagielo y Tony Renda en el intercambio.

### Chicago Cubs
El 25 de julio de 2016, Chapman fue traspasado a los Cachorros de Chicago a cambio de Gleyber Torres, Billy McKinney, Adam Warren y Rashad Crawford. Participó en la Serie Mundial de 2016 con el equipo, ganando el campeonato.